# 202599 Harkányi
A 202599 Harkányi (ideiglenes jelöléssel (202599) 2006 HS18) a Naprendszer kisbolygóövében található aszteroida. Sárneczky Krisztián fedezte fel 2006. április 24-én.
Nevét Harkányi Béla csillagászról kapta.